# 小行星2998
小行星2998（2998 Berendeya）是一颗绕太阳运转的小行星，为主小行星带小行星。该小行星于1975年10月3日发现。
該小行星以亞歷山大·奧斯特洛夫斯基的劇本《雪娘》中的魔法大陸貝倫德亞（Berendeya）命名。

## 轨道参数
小行星2998的轨道半长轴为2.4220883 UA，离心率为0.196。